# Campionatul Naţional de Fotbal American 2018
Il Campionatul Naţional de Fotbal American 2018 è la 9ª edizione del campionato di football americano di primo livello, organizzato dalla FRFA.

## Squadre partecipanti
| Club               | Città       | Stadio | Sponsor ufficiale | Risultato nella stagione 2017 |
| ------------------ | ----------- | ------ | ----------------- | ----------------------------- |
| Bucharest Rebels   | Bucarest    |        |                   |                               |
| Bucharest Warriors | Bucarest    |        |                   |                               |
| Cluj Crusaders     | Cluj-Napoca |        |                   |                               |
| Mures Monsters     | Târgu Mureș |        |                   |                               |
| Timișoara 89ers    | Timișoara   |        |                   |                               |

## Stagione regolare

### Calendario

#### 1ª giornata
| Cluj-Napoca 17 marzo 2018, ore 11:00 | Cluj Crusaders | 49 – 0 referto | Mures Monsters | Parc Sportiv Universitar\| Arbitro: \| Rusu \| |
| Arbitro:                             | Rusu           |                |                |                                                |

#### 2ª giornata
| Bucarest 24 marzo 2018, ore 16:00 | Bucharest Rebels | 8 – 34 referto | Cluj Crusaders | Stadion Coresi |

| Bucarest 25 marzo 2018, ore 11:00 | Bucharest Warriors | 14 – 25 referto | Timișoara 89ers | Stadion Coresi |

#### 3ª giornata
| Târgu Mureș 14 aprile 2018, ore 12:00 | Mures Monsters | 7 – 20 (0-7 0-0 7-6 0-7) referto | Bucharest Warriors | Teren Fotbal Mureșeni |

#### 4ª giornata
| Bucarest 21 aprile 2018, ore 20:00 | Bucharest Warriors | 13 – 28 referto | Bucharest Rebels | Stadion Coresi\| Arbitro: \| Rusu \| |
| Arbitro:                           | Rusu               |                 |                  |                                      |

#### 5ª giornata
| Bucarest 5 maggio 2018, ore 13:00 | Bucharest Rebels | 32 – 12 referto | Timișoara 89ers | Complex Sportiv Ion Țiriac |

#### 6ª giornata
| Timișoara 12 maggio 2018, ore 12:00 | Timișoara 89ers | 35 – 7 referto | Mures Monsters | CSS Bega |

#### 7ª giornata
| Cluj-Napoca 20 maggio 2018, ore 11:00 | Cluj Crusaders | 27 – 3 referto | Bucharest Warriors | Parc Sportiv Universitar |

#### 8ª giornata
| 26 maggio 2018, ore 12:00 | Mures Monsters | 0 – 1 (a tavolino) referto | Bucharest Rebels |  |

#### 9ª giornata
| Timișoara 2 giugno 2018, ore 12:00 | Timișoara 89ers | 6 – 27 referto | Cluj Crusaders | CSS Bega |

### Classifica
La classifica della regular season è la seguente:
- PCT = percentuale di vittorie, G = partite giocate, V = partite vinte,  P = partite perse, PF = punti fatti, PS = punti subiti

| Pos. | Squadra            | PCT   | G | V | N | P | PF  | PS  |
| ---- | ------------------ | ----- | - | - | - | - | --- | --- |
| 1    | Cluj Crusaders     | 1.000 | 4 | 4 | 0 | 0 | 137 | 17  |
| 2    | Bucharest Rebels   | .750  | 4 | 3 | 0 | 1 | 69  | 59  |
| 3    | Timișoara 89ers    | .500  | 4 | 2 | 0 | 2 | 78  | 80  |
| 4    | Bucharest Warriors | .250  | 4 | 1 | 0 | 3 | 50  | 87  |
| 5    | Mures Monsters     | .000  | 4 | 0 | 0 | 4 | 14  | 105 |

## Playoff

### Tabellone
|  | Semifinali | Semifinali         | Semifinali |                  |   | IX RoBowl       | IX RoBowl          | IX RoBowl       |  |
|  |            |                    |            |                  |   |                 |                    |                 |  |
|  | 1          | Cluj Crusaders     | 43         |                  |   |                 |                    |                 |  |
|  | 1          | Cluj Crusaders     | 43         |                  |   |                 |                    |                 |  |
|  | 4          | Bucharest Warriors | 28         |                  |   |                 |                    |                 |  |
|  | 4          | Bucharest Warriors | 28         |                  | 1 | Cluj Crusaders  | 10                 |                 |  |
|  |            |                    |            |                  | 1 | Cluj Crusaders  | 10                 |                 |  |
|  |            |                    | 2          | Bucharest Rebels | 0 |                 |                    |                 |  |
|  | 3          | Timișoara 89ers    | 2          | Bucharest Rebels | 0 | 0               |                    |                 |  |
|  | 3          | Timișoara 89ers    |            |                  |   | 0               |                    |                 |  |
|  | 2          | Bucharest Rebels   | 42         |                  |   | Finale 3º posto | Finale 3º posto    | Finale 3º posto |  |
|  | 2          | Bucharest Rebels   | 42         |                  |   |                 |                    |                 |  |
|  |            |                    |            |                  |   |                 |                    |                 |  |
|  |            |                    |            |                  |   | 1               | Bucharest Warriors | 7               |  |
|  |            |                    |            |                  |   | 1               | Bucharest Warriors | 7               |  |
|  |            |                    |            |                  |   | 2               | Timișoara 89ers    | 19              |  |

### Semifinali
| Bucarest 16 giugno 2018, ore 18:00 | Bucharest Rebels | 42 – 0 referto | Timișoara 89ers | Complex Sportiv Ion Țiriac, Sector 2 |

| Cluj-Napoca 17 giugno 2018, ore 11:00 | Cluj Crusaders | 43 – 28 referto | Bucharest Warriors | Parc Sportiv Universitar |

### Finale 3º - 4º posto
| Reșița 30 giugno 2018, ore 11:00 | Timișoara 89ers | 19 – 7 referto | Bucharest Warriors | Stadionul Mircea Chivu |

### IX RoBowl
| Reșița 30 giugno 2018 | Cluj Crusaders | 10 – 0 referto | Bucharest Rebels | Stadionul Mircea Chivu |

## Verdetti
- Cluj Crusaders Campioni della Romania 2018 (4º titolo)